# نادي بوكسيت ميليتشي
نادي بوكسيت ميليتشي هو نادي كرة قدم في البوسنة والهرسك تأسس عام 1972 في ميليتشي [الإنجليزية].